# Maria van Daalen
Maria van Daalen tiene el seudónimo literario de Maria Machelina de Rooij (Voorburg, 8 de julio de 1950) es una poetisa y escritora neerlandesa.
Nació en Voorburg y estudió en la Universidad Libre de Ámsterdam y en la Universidad de Iowa, donde también participó en el Programa Internacional de Escritura. Ha enseñado en la Schrijversvakschool en Ámsterdam.
Es una experta en el tema de vudú y, en 2007, se inició como una «Mambo vudú» en Haití. Fue asesora para una exposición de objetos de arte vudú en el Instituto Real Tropical de Ámsterdam.
Publicó su primera colección de poesía Raveslag  en 1987; que fue nominada para el Premio C. Buddingh. Las traducciones de sus poemas han aparecido en varias publicaciones en inglés, rumano, finlandés, alemán, italiano, francés, persa y frisón oriental.

## Selección de obras
- Het Hotel, poesía (1994)
- Elektron, muon, tau, poesía (2000)
- De zwarte engel, prosa (2005)
- De wet van behoud van energie, poesía (2007)